# Носогубний трикутник смерті

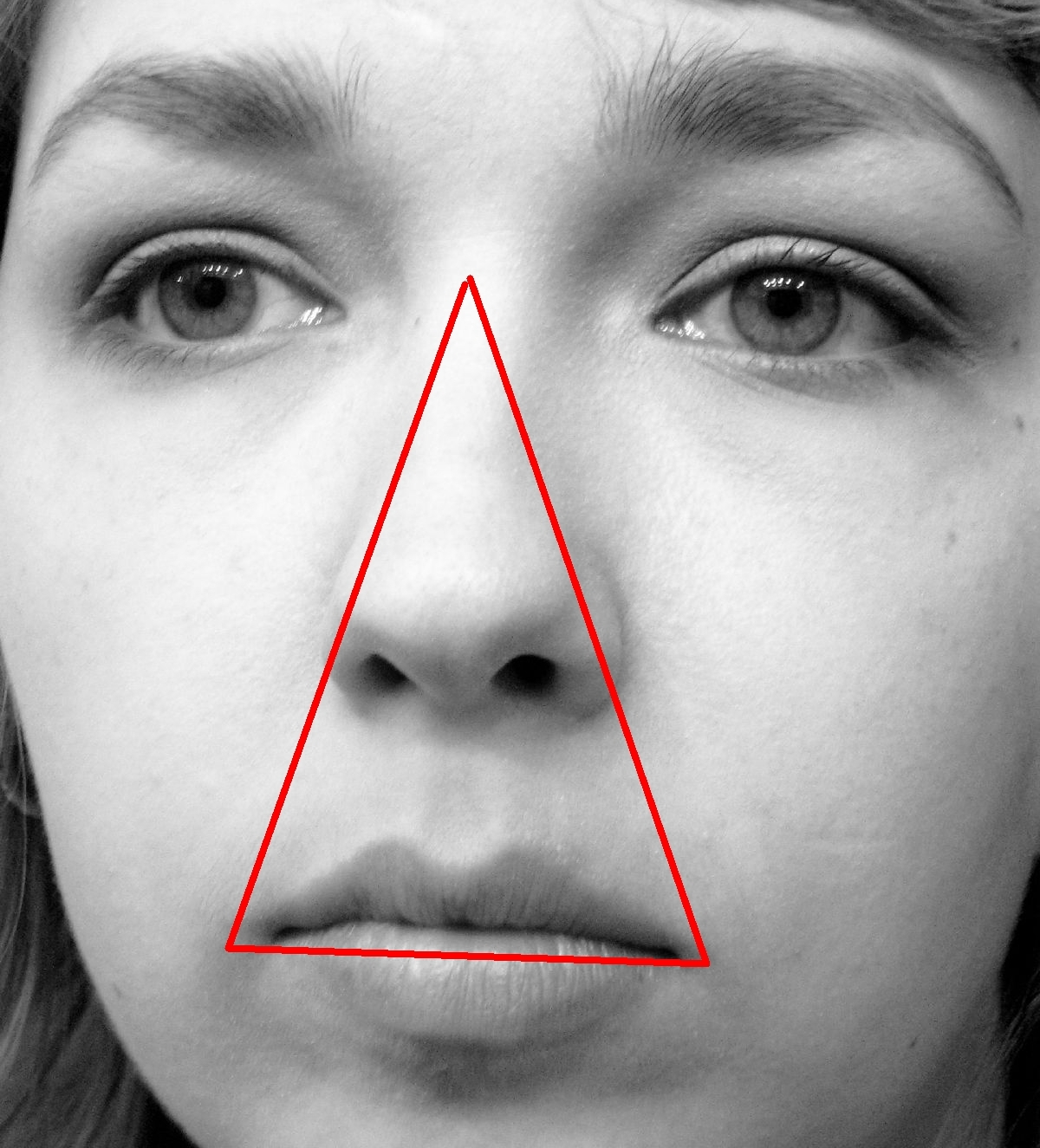
Приблизні проєкційні лінії носогубного трикутника

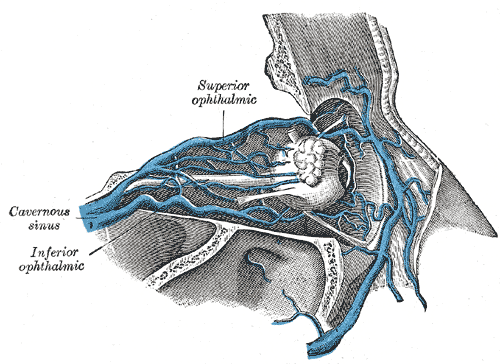
Схематично зображені v. ophtalmica superior та v. ophtalmica inferior що проходять крізь очницю та несуть кров в печеристий синус.

Носогубний трикутник смерті (лат. trigonum mortis) — місце на обличчі, обмежене верхньою губою, лініями, що проходять по носощічних складках, та переніссям, де ці лінії змикаються. Включає в себе верхню губу та зовнішні відділи носа. Небезпечність ділянки в тому, що з цієї частини обличчя венозні судини відносять кров у глибину черепа в печеристий синус, що може спровокувати тромбоз печеристого синуса. Більш того, сприяючим чинником розповсюдження запалення є те, що вени голови та шиї не мають клапанів, тому гнійна інфекція, потрапивши в підшкірну клітковину від гнійника, фурункула, карбункула може вільно мігрувати, доходячи до оболонки мозку. Пусковим механізмом можуть слугувати невдало видавлені гнійники, та різноманітні інші форми внутрішньошкірних гнійних запальних процесів. Капсула при вичавленні гнійника може розірватись у підшкірну клітковину (що є найгіршим сценарієм) так і назовні, тобто, при явній потребі забрати поверхневий гнійник, переконуються, що гній може вільно вийти назовні через попередній прокол голкою.

## Анатомічні передумови
Розповсюдження гнійного процесу в підшкірній клітковині від невдало видавленого гнійника можливо будь-де, при цьому йде підвищення температури, виникнення нових гнійників, але саме підшкірна клітковина носогубного трикутника має крововідтік до життєво важливих структур, де вени заносять кров в очницю.

## Ускладнення
При розвитку інфекції вглиб, за ходом вен можуть розвиватись на фоні високої температури утруднення рухів виконуваних оком, екзофтальм, зниження гостроти зору на фоні деформації очного яблука, синюшність і набряклість шкірних покривів в області носа, лоба та очей через ускладнення крововідтоку з носогубного трикутника. Надалі, за відсутності ефективної допомоги можливий розвиток гнійного менінгіту, абсцесу, флегмони верхньої губи і т.п.

## В інших нозологіях
Нерідко у дітей з'являється синюшність носогубного трикутника. Цей стан може свідчити про можливі захворювання серця (різноманітні вади), тобто, виступає в цьому випадком індикатором оксигенації крові. Синій носогубний трикутник найчастіше обумовлений гіпоксією. Вона може бути також спричинена цілим рядом захворювань. До них належать різні хвороби серця і органів дихання або анемія, що підтверджується відповідними лабораторно-інструментальними методами характерними для кожного випадку при дифдіагностиці.
Блідий носогубний трикутник може бути індикатором скарлатини чи далекосхідної скарлатиноподібної гарячки (ДССГ) при псевдотуберкульозі. Особлива увага в цьому випадку звертається на основні ознаки: різке підвищення температури тіла, наявність гнійного тонзиліту, виразна гіперемія ротоглотки горла, дрібноплямисті яскраві елементи висипу на щоках, тулубі, кінцівках, симптом Пастіа тощо, що підтверджує наявність скарлатини. При ДССГ на відміну від скарлатини немає таких яскравих змін у ротоглотці.